# Oliver Hoare
Oliver "Ollie" Hoare, né le 29 janvier 1997 à Sydney, est un athlète australien spécialiste du 1 500 mètres.

## Biographie
Il se classe 11e du 1 500 mètres lors des Jeux olympiques de 2020 et 5e du 1 500 m lors des championnats du monde en salle 2022.
Le 16 juin 2022 à Oslo lors des Bislett Games, Oliver Hoare se classe deuxième de l'épreuve du mile derrière le Norvégien Jakob Ingebrigtsen, établissant un nouveau record d'Océanie en 3 min 47 s 48.
Sur 1 500 m il est éliminé en demi-finale des Championnats du monde, mais deux semaines plus tard il prend l'or aux Jeux du Commonwealth en 3 min 30 s 12, nouveau record personnel, devant le Kenyan Timothy Cheruiyot et le récent champion du monde Jake Wightman.
En 2023 il réalise 3 min 29 s 41 au meeting d'Oslo, un nouveau record d'Océanie. Mais il met fin à sa saison pour soigner une hernie et une douleur à l'abdomen.

## Palmarès
| Date | Compétition                    | Lieu       | Résultat | Épreuve | Temps         |
| ---- | ------------------------------ | ---------- | -------- | ------- | ------------- |
| 2022 | Championnats du monde en salle | Belgrade   | 5e       | 1 500 m | 3 min 34 s 36 |
| 2022 | Jeux du Commonwealth           | Birmingham | 1er      | 1 500 m | 3 min 30 s 12 |

## Records
| Épreuve |              | Temps              | Lieu     | Date            |
| ------- | ------------ | ------------------ | -------- | --------------- |
| 1 500 m |              | 3 min 29 s 41 (AR) | Oslo     | 15 juin 2023    |
| 1 500 m | Piste courte | 3 min 32 s 35 (AR) | New York | 13 février 2021 |
| Mile    |              | 3 min 47 s 48 (AR) | Oslo     | 16 juin 2022    |
| Mile    | Piste courte | 3 min 50 s 83 (AR) | New York | 29 janvier 2022 |